# Radó Aladár (zeneszerző)
Radó Aladár (Budapest, 1882. december 26. – Boljevci, 1914. szeptember 9.) fiatalon elhunyt zsidó származású magyar zeneszerző.

## Élete
Radó Jakab biztosítási hivatalnok és Weisz Irma fia. Négyéves korában kezdett zenét tanulni. 1904-ben lett a Zeneakadémián Koessler János, majd az ő nyugalomba vonulása után Weiner Leó tanítványa. 1908-ban fejezte be budapesti tanulmányait, és korai szerzeményeivel több ösztöndíjat elnyerve Berlinben képezte tovább magát. Itt mutatták be 1910–11-ben, Heinrich Lilienfein szövegére írt Der schwarze Kavalier (A fekete lovag) c. háromfelvonásos operáját, ami több német és osztrák színpadra is eljutott. Kísérőzenéket írt Max Reinhardt előadásaihoz. Vele szerződést is kötött, miszerint 1914. szeptember 1-jétől színházai vezető karmestere lesz, de júliusban kitört az első világháború, és Radót rögtön besorozták. Alig 32 éves korában Belgrád közelében fejlövés végzett vele.
Petőfi rajongója volt, ez visszhangzik korai műveiben. Bartók Béla emlékei szerint Koessler egyik kedvenc tanítványa volt. Hátrahagyott kompozíciói kivételes tehetségre vallanak. Műveit Szarvas Klári izraeli-magyar hárfás is játszotta.

## Művei
- Színpadi művek
  - Die Rache (1910, pantomim Ludwig Zippert szövegére)
  - Der schwarze Kavalier (1910–11, opera Heinrich Lilienfein szövegére)
  - Árnyak (pantomim Lengyel Menyhért szövegére)
  - Der verlorene Sohn (1912, kísérőzene Wilhelm Schmidtbonn „legendájához”, bem. Berlin, 1912)
  - Golem (1912, opera)
  - Rückkehr zur Natur (1914, kisérőzene Ludwig Fulda–Hugo von Hofmannsthal drámájához, bem. Frankfurt, 1915))
  - Shylock (1914[?], opera)
- Zenekari művek
  - Petőfi-szimfónia (bem. 1909)
  - Falu végén kurta kocsma (bem. 1909, szimfonikus kép)
  - Szvit (1908)
  - Gordonkaverseny (1909, bem. 1932)
- Vokális művek
  - A tavaszhoz (1909, énekkar–zenekar)
  - 137. zsoltár (1910)
  - férfi- és vegyeskarok
  - dalok
- Kamarazene
  - Andante funèbre (1906)
  - Frühlingslied (1906, hegedű–zongora)
  - három vonósnégyes (1906–07)
  - vonósötös
  - hegedű–zongora-darabok
- zongoradarabok